# Wahlkreis Glasgow Anniesland (Schottisches Parlament)
| Glasgow Anniesland           |
| ---------------------------- |
| Glasgow Anniesland · Glasgow |
| Gebildet                     |
| 1999                         |
| Abgeordneter                 |
| Bill Kidd (SNP)              |
| Regionen                     |
| Glasgow                      |

Glasgow Anniesland ist ein Wahlkreis für das Schottische Parlament. Er wurde 1999 als einer von zehn Wahlkreisen der Wahlregion Glasgow eingeführt, die im Zuge der Revision der Wahlkreise im Jahre 2011 neu zugeschnitten wurde und nur noch neun Wahlkreise umfasst. Hierbei wurden die Grenzen des Wahlkreises Glasgow Anniesland neu gezogen. Der Wahlkreis umfasst unter anderem die Glasgower Stadtbezirke Anniesland, Drumchapel, Jordanhill, Knightswood, Scotstoun und Yoker. Es wird ein Abgeordneter entsandt.
Der Wahlkreis erstreckt sich über eine Fläche von 16,8 km2. Im Jahre 2020 lebten 75.059 Personen innerhalb seiner Grenzen.

## Wahlergebnisse

### Parlamentswahl 1999
| Ergebnisse der Parlamentswahl 1999 | Ergebnisse der Parlamentswahl 1999 | Ergebnisse der Parlamentswahl 1999 | Ergebnisse der Parlamentswahl 1999 |
| Partei                             | Kandidat                           | Stimmen                            | %                                  |
| ---------------------------------- | ---------------------------------- | ---------------------------------- | ---------------------------------- |
| Labour                             | Donald Dewar                       | 16.749                             | 58,8                               |
| SNP                                | Kaukab Stewart                     | 5756                               | 20,2                               |
| Conservative                       | Bill Aitken                        | 3032                               | 10,7                               |
| Liberal Democrats                  | Iain Brown                         | 1804                               | 6,3                                |
| Socialist                          | Ann Lynch                          | 1000                               | 3,5                                |
| Socialist Labour                   | Edward Boyd                        | 139                                | 0,5                                |
| Wahlbeteiligung: 28.480 (51,95 %)  |                                    |                                    |                                    |

### Neuwahl 2000
Am 11. Oktober 2000 verstarb der gewählte Labour-Politiker und Erste Minister von Schottland Donald Dewar, weshalb in dem Wahlkreis am 23. November 2000 Neuwahlen stattfanden.
| Ergebnisse der Neuwahl 2000 | Ergebnisse der Neuwahl 2000 | Ergebnisse der Neuwahl 2000 | Ergebnisse der Neuwahl 2000 | Ergebnisse der Neuwahl 2000 |
| Partei                      | Kandidat                    | Stimmen                     | %                           | ±                           |
| --------------------------- | --------------------------- | --------------------------- | --------------------------- | --------------------------- |
| Labour                      | Bill Butler                 | 9838                        | 48,7                        | −10,1                       |
| SNP                         | Tom Chalmers                | 4462                        | 22,1                        | +1,9                        |
| Conservative                | Kate Pickering              | 2148                        | 10,6                        | −0,1                        |
| Socialist                   | Rosie Kane                  | 1429                        | 7,1                         | +3,6                        |
| Liberal Democrats           | Judith Fryer                | 1384                        | 6,9                         | +0,6                        |
| Scottish Green              | Alistair Whitelaw           | 662                         | 3,3                         | +3,3                        |
| Socialist Labour            | Murdo Ritchie               | 298                         | 1,5                         | +1,0                        |

### Parlamentswahl 2003
| Ergebnisse der Parlamentswahl 2003 | Ergebnisse der Parlamentswahl 2003 | Ergebnisse der Parlamentswahl 2003 | Ergebnisse der Parlamentswahl 2003 | Ergebnisse der Parlamentswahl 2003 |
| Partei                             | Kandidat                           | Stimmen                            | %                                  | ±                                  |
| ---------------------------------- | ---------------------------------- | ---------------------------------- | ---------------------------------- | ---------------------------------- |
| Labour                             | Bill Butler                        | 10.141                             | 45,8                               | −2,9                               |
| SNP                                | Bill Kidd                          | 3888                               | 17,6                               | −4,5                               |
| Conservative                       | Bill Aitken                        | 3186                               | 14,7                               | +4,1                               |
| Socialist                          | Charlie McCarthy                   | 2620                               | 11,8                               | +4,7                               |
| Liberal Democrats                  | Iain Brown                         | 2330                               | 10,5                               | +3,6                               |
| Wahlbeteiligung: 22.165 (43,63 %)  |                                    |                                    |                                    |                                    |

### Parlamentswahl 2007
| Ergebnisse der Parlamentswahl 2007 | Ergebnisse der Parlamentswahl 2007 | Ergebnisse der Parlamentswahl 2007 | Ergebnisse der Parlamentswahl 2007 | Ergebnisse der Parlamentswahl 2007 |
| Partei                             | Kandidat                           | Stimmen                            | %                                  | ±                                  |
| ---------------------------------- | ---------------------------------- | ---------------------------------- | ---------------------------------- | ---------------------------------- |
| Labour                             | Bill Butler                        | 10.483                             | 47,4                               | +1,6                               |
| SNP                                | Bill Kidd                          | 6177                               | 27,9                               | +10,3                              |
| Conservative                       | Bill Aitken                        | 3154                               | 14,2                               | −0,5                               |
| Liberal Democrats                  | Danica Gilland                     | 2325                               | 10,5                               | 0,0                                |
| Wahlbeteiligung: 22.139 (45,79 %)  |                                    |                                    |                                    |                                    |

### Parlamentswahl 2011
| Ergebnisse der Parlamentswahl 2011 | Ergebnisse der Parlamentswahl 2011 | Ergebnisse der Parlamentswahl 2011 | Ergebnisse der Parlamentswahl 2011 | Ergebnisse der Parlamentswahl 2011 |
| Partei                             | Kandidat                           | Stimmen                            | %                                  | ±                                  |
| ---------------------------------- | ---------------------------------- | ---------------------------------- | ---------------------------------- | ---------------------------------- |
| SNP                                | Bill Kidd                          | 10.329                             | 43,2                               | +15,3                              |
| Labour                             | Bill Butler                        | 10.322                             | 43,2                               | −4,2                               |
| Conservative                       | Matthew Smith                      | 2011                               | 8,4                                | −5,8                               |
| Liberal Democrats                  | Paul McGarry                       | 1000                               | 4,2                                | −6,3                               |
| Communist                          | Marc Livingstone                   | 256                                | 1,1                                | +1,1                               |
| Wahlbeteiligung: 23.918 (43,16 %)  |                                    |                                    |                                    |                                    |

### Parlamentswahl 2016
| Ergebnisse der Parlamentswahl 2016 | Ergebnisse der Parlamentswahl 2016 | Ergebnisse der Parlamentswahl 2016 | Ergebnisse der Parlamentswahl 2016 | Ergebnisse der Parlamentswahl 2016 |
| Partei                             | Kandidat                           | Stimmen                            | %                                  | ±                                  |
| ---------------------------------- | ---------------------------------- | ---------------------------------- | ---------------------------------- | ---------------------------------- |
| SNP                                | Bill Kidd                          | 15.007                             | 51,7                               | +8,3                               |
| Labour                             | Bill Butler                        | 8.854                              | 30,5                               | −12,6                              |
| Conservative                       | Adam Tomkins                       | 4.057                              | 14,0                               | +5,6                               |
| Liberal Democrats                  | James Speirs                       | 1.098                              | 3,8                                | −0,4                               |
| Wahlbeteiligung: 29.016 (50,45 %)  |                                    |                                    |                                    |                                    |

### Parlamentswahl 2021
| Ergebnisse der Parlamentswahl 2021 | Ergebnisse der Parlamentswahl 2021 | Ergebnisse der Parlamentswahl 2021 | Ergebnisse der Parlamentswahl 2021 | Ergebnisse der Parlamentswahl 2021 |
| Partei                             | Kandidat                           | Stimmen                            | %                                  | ±                                  |
| ---------------------------------- | ---------------------------------- | ---------------------------------- | ---------------------------------- | ---------------------------------- |
| SNP                                | Bill Kidd                          | 17.501                             | 52,8                               | +1,1                               |
| Labour                             | Eva Murray                         | 10.913                             | 32,9                               | +2,4                               |
| Conservative                       | Ade Aibinu                         | 3.688                              | 11,1                               | −2,9                               |
| Liberal Democrats                  | Mark Simons                        | 1.063                              | 3,2                                | −0,6                               |
| Wahlbeteiligung: 58 %              |                                    |                                    |                                    |                                    |